# SIARD
Software Independent Archival of Relational Databases (engl. für „softwareunabhängige Archivierung von relationalen Datenbanken“), abgekürzt SIARD, ist eine offene Auszeichnungssprache zur Langzeit-Archivierung von relationalen Datenbanken in Form von Textdaten, basierend auf XML.

## Grundlagen
Das SIARD-Format wurde vom Schweizerischen Bundesarchiv entwickelt und 2008 in einer ersten Version veröffentlicht. Eine zweite Version, basierend auf der ersten und mit dieser abwärtskompatibel, wurde unter Leitung des E-ARK-Projektes vom Schweizerischen Bundesarchiv von 2016 bis 2018 entwickelt. Eine SIARD-Datei ist eine Containerdatei, welche Struktur und Inhalt der Datenbank in XML-Dateien abbildet und mit Metadaten ergänzt. Die archivierten Primärdaten sind vor Veränderungen geschützt. Weitere Datenbankobjekte wie Formulare, Berichte oder ausführbarer Code werden nicht mit archiviert. SIARD basiert auf den offenen Standards
- Unicode
- XML
- SQL-1999
- ZIP64File

## Standardisierung
Das SIARD-Format wurde am 21. März 2013 von eCH, dem schweizerischen Verein für E-Government-Standards, als Standard mit der Bezeichnung eCH-0165 publiziert. Die aktuelle Version ist 2.1.

## Implementierungen
Das Schweizerische Bundesarchiv hat im November 2009 in Zusammenarbeit mit dem Zürcher Unternehmen Enter AG eine Implementierung in Form der SIARD-Suite als Freeware veröffentlicht. Die SIARD-Suite liegt derzeit (seit April 2014) in der Version 1.70 vor (mittlerweile Version 2.1); und unterstützt Oracle-, Microsoft-SQL-Server-, MySQL-, Db2- und Microsoft-Access-Datenbanken.
Ein Validator für SIARD-Dateien gegenüber der Formatspezifikation ist Bestandteil des Validationstools KOST-Val der Koordinationsstelle für die dauerhafte Archivierung elektronischer Unterlagen KOST. Die KOST stellt ebenfalls ein Tool zur Konvertierung von CSV-Dateien in SIARD zur Verfügung, csv2siard.
Über die Benutzeroberfläche SiardGUI ist in beschränktem Maße eine Suche nach Metadaten und Datensätzen, ein Betrachten der Daten in den einzelnen Tabellen oder ein Export von Datentabellen im HTML-Format möglich. Die so archivierte Datenbank ist innerhalb der SIARD-Anwendung mit Ausnahme der erwähnten Sortier- und Suchmöglichkeiten keine operable Datenbank, die Software unterstützt aber die Re‑Integration der archivierten Daten in ein anderes relationales Datenbankmanagementsystem.

## Verbreitung
Das SIARD-Format wird von Archiven in der Schweiz, Deutschland, Dänemark, Portugal und anderen als Standard-Archivformat verwendet. Es wurde von den europäischen Projekten PLANETS (2008) und E-Ark (2015) als offizielles Archiv-Format akzeptiert. Für SIARD-Suite hat das Schweizerische Bundesarchiv gemäß eigenen Angaben bereits Lizenzen in mehreren Ländern vergeben.
Neben der SIARD-Suite selbst wird das siard-Format auch von anderen Archivierungssoftwarepakten (u. a. im Database Preservation Toolkit (DBPTK)) genutzt.